# كورت فورد
كورت فورد (بالإنجليزية: Curt Ford)‏ هو لاعب كرة قاعدة أمريكي، ولد في 11 أكتوبر 1960 في جاكسون في الولايات المتحدة.

## وصلات خارجية
- كورت فورد على موقع دوري كرة القاعدة الرئيسي (الإنجليزية)
- كورت فورد على موقعبيزبول رفرنس.كوم (الدوري الرئيسي) (الإنجليزية)
- كورت فورد على موقعبيزبول رفرنس.كوم (الدوري الثانوي) (الإنجليزية)
- كورت فورد على موقع إي إس بي إن.كوم (أم.أل.بي) (الإنجليزية)
- كورت فورد على موقع مشجعي الرسوم البيانية (الإنجليزية)